# Pseudoedaspis mendozana
Pseudoedaspis mendozana är en tvåvingeart som beskrevs av Aczel 1953. Pseudoedaspis mendozana ingår i släktet Pseudoedaspis och familjen borrflugor. Inga underarter finns listade i Catalogue of Life.